# Schaubergwerk Leogang

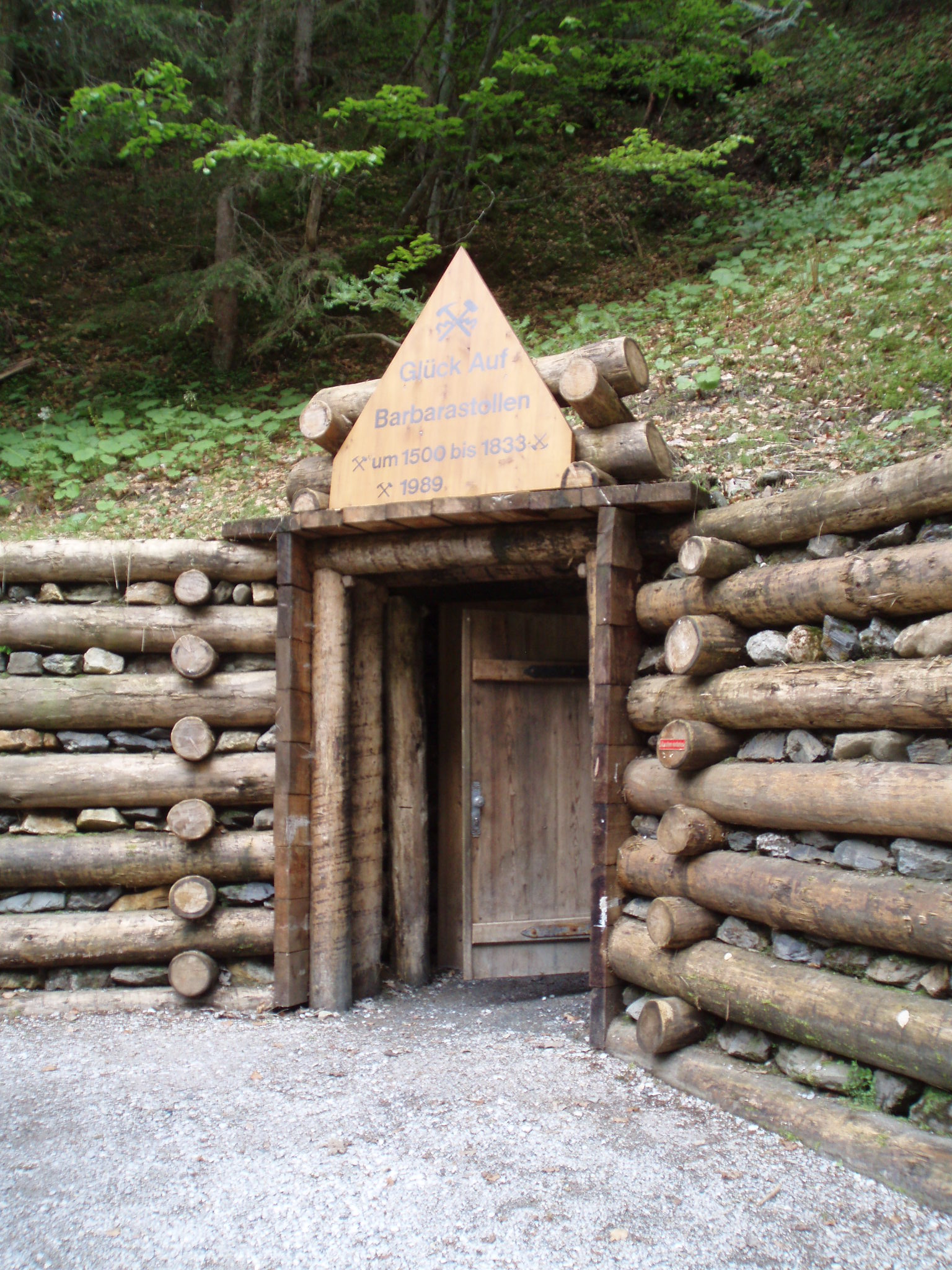
Mundloch des Barbarastollens, 2013

Das Schaubergwerk Leogang ist ein Schaubergwerk im Leoganger Ortsteil Schwarzleo in Österreich. Es befindet sich im ältesten Bergbaugebiet des Salzburger Landes.

## Geschichte
Bereits seit etwa 3500 Jahren wurde im Tal des Schwarzleobaches Erz abgebaut – zunächst im Tage-, später im Stollenbau. Im Mittelalter war der Leoganger Bergbau eine Haupteinnahmequelle der Salzburger Erzbischöfe. Es wurde hauptsächlich Kupfer, Blei und Silber gewonnen. In der frühen Neuzeit kamen Kobalt, Nickel und Quecksilber hinzu. Der Erzbergbau endete im 18. Jahrhundert, als ausländisches, billigeres Metall das heimische zu verdrängen begann. Das zuletzt bis 1970 gewonnene Mineral war Magnesit.
Das Schaubergwerk befindet sich rechts des Schwarzleobaches und besteht aus Teilen der Grubengebäude der Schrattenbach- und Pruggerzeche. Diese sind durch mehrere Stollen zugänglich, die früher der Wasserlösung dienten. Es sind dies der Johannis-, Barbara- und Danielstollen.

## Schaubergwerk
Im Schaubergwerk sind verschiedene handgeschlägelte Grubenräume zu sehen, teilweise mit Holzausbau oder ausbaulos. Mehrere ausgeerzte Abbaue sind zugänglich. Vom nur wenige Meter über der Talsohle verlaufenden Barbarastollen aus wurde ein Gesenk, der sogenannte Gipsschacht, 35 m tief abgesunken.
Ein paar hundert Meter talabwärts vom Mundloch des Barbarastollens befinden sich die Knappenstube mit der Verwaltung und einer Jausenstation sowie ein dem historischen Vorbild nachempfundenes, funktionsfähiges Pochwerk.

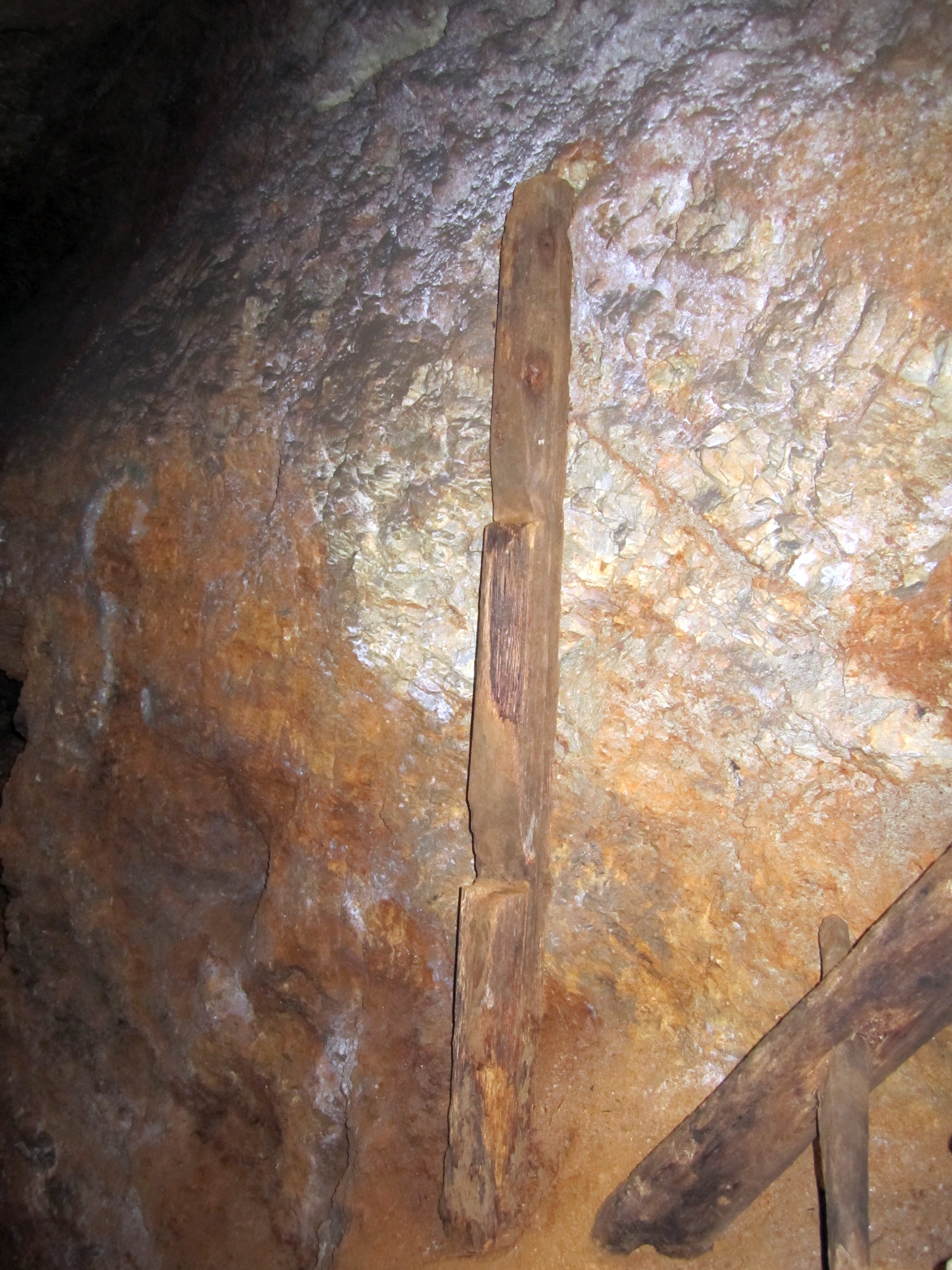
Steigbaum
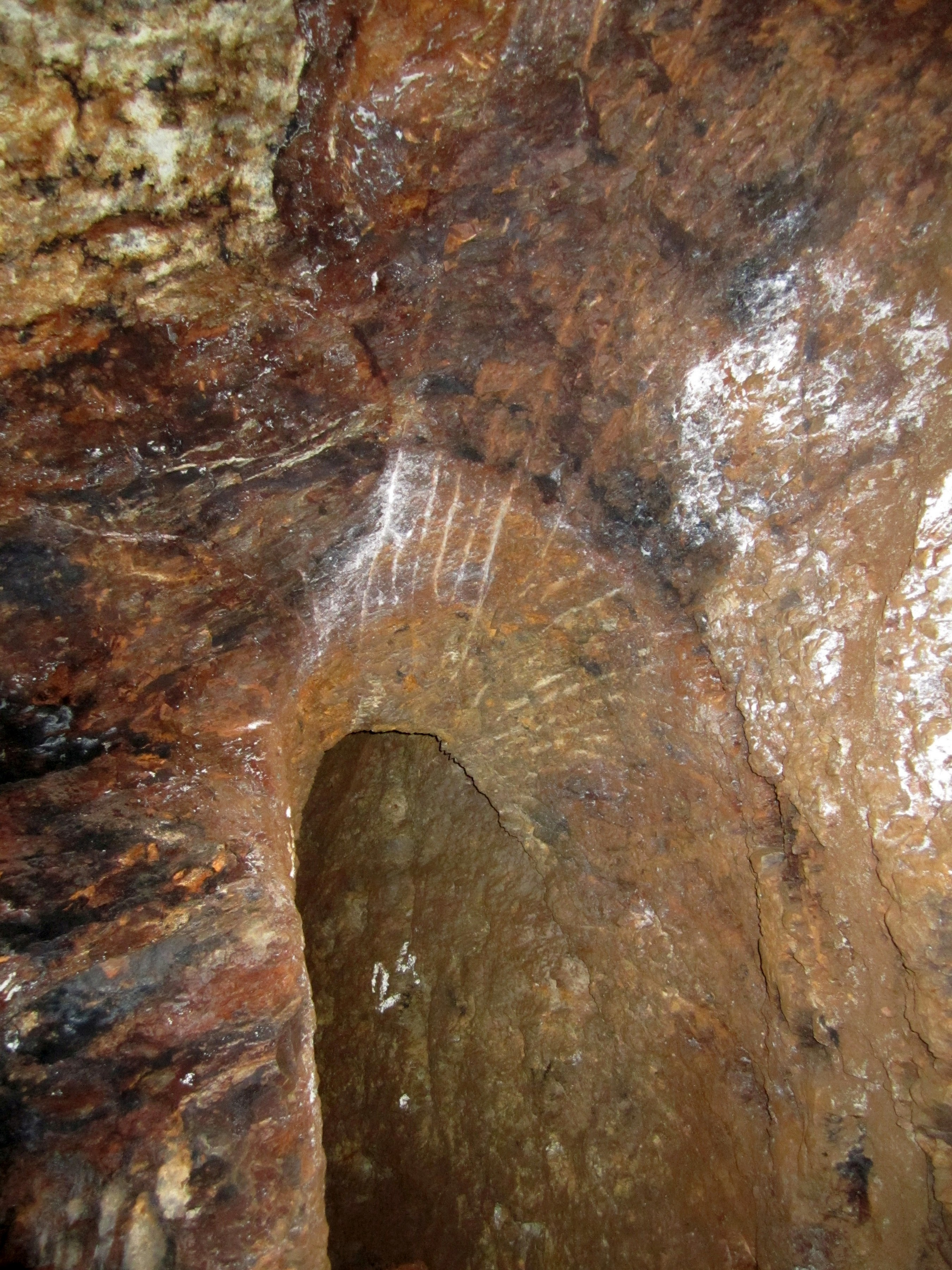
Prunen
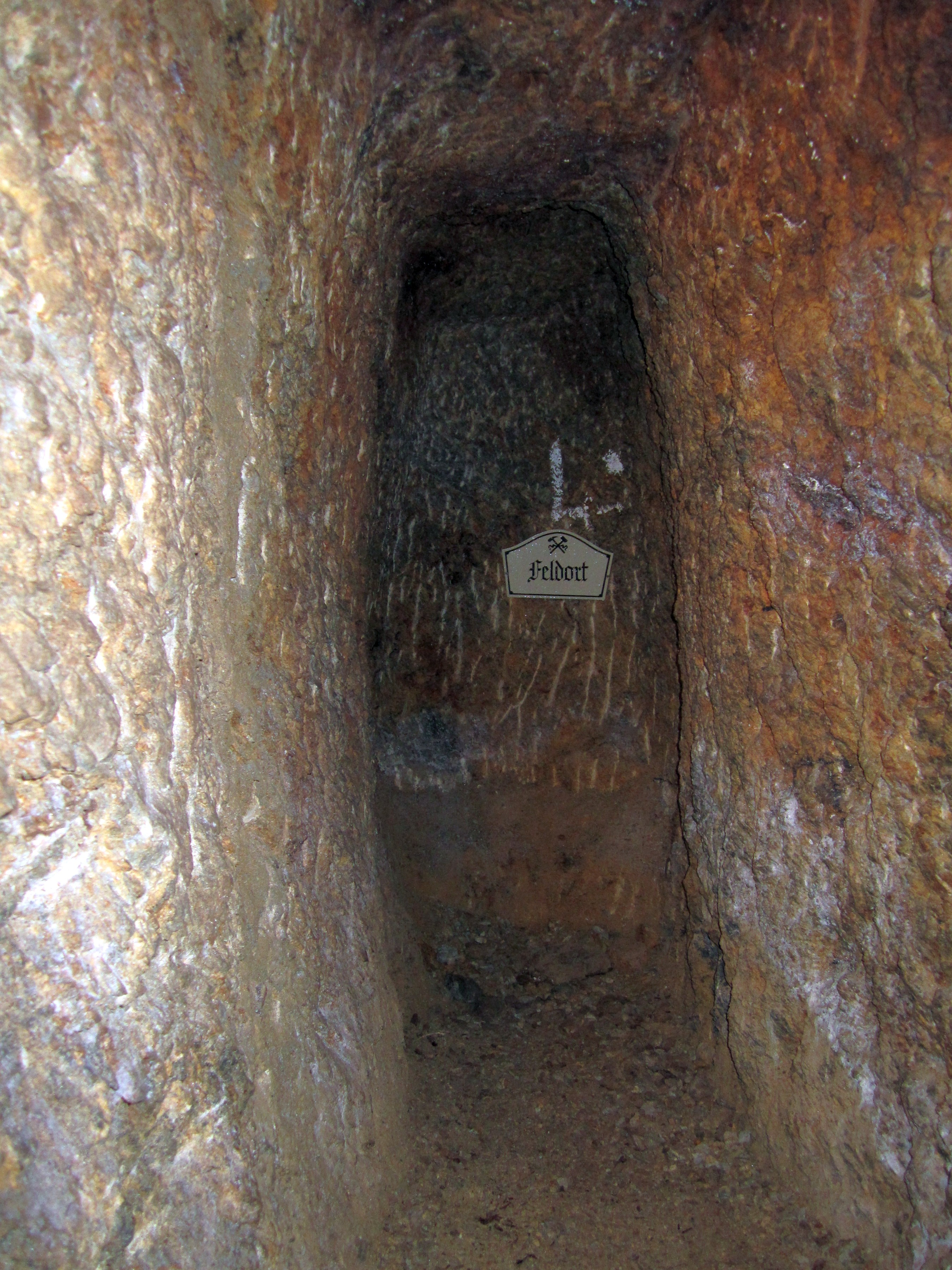
Stollort
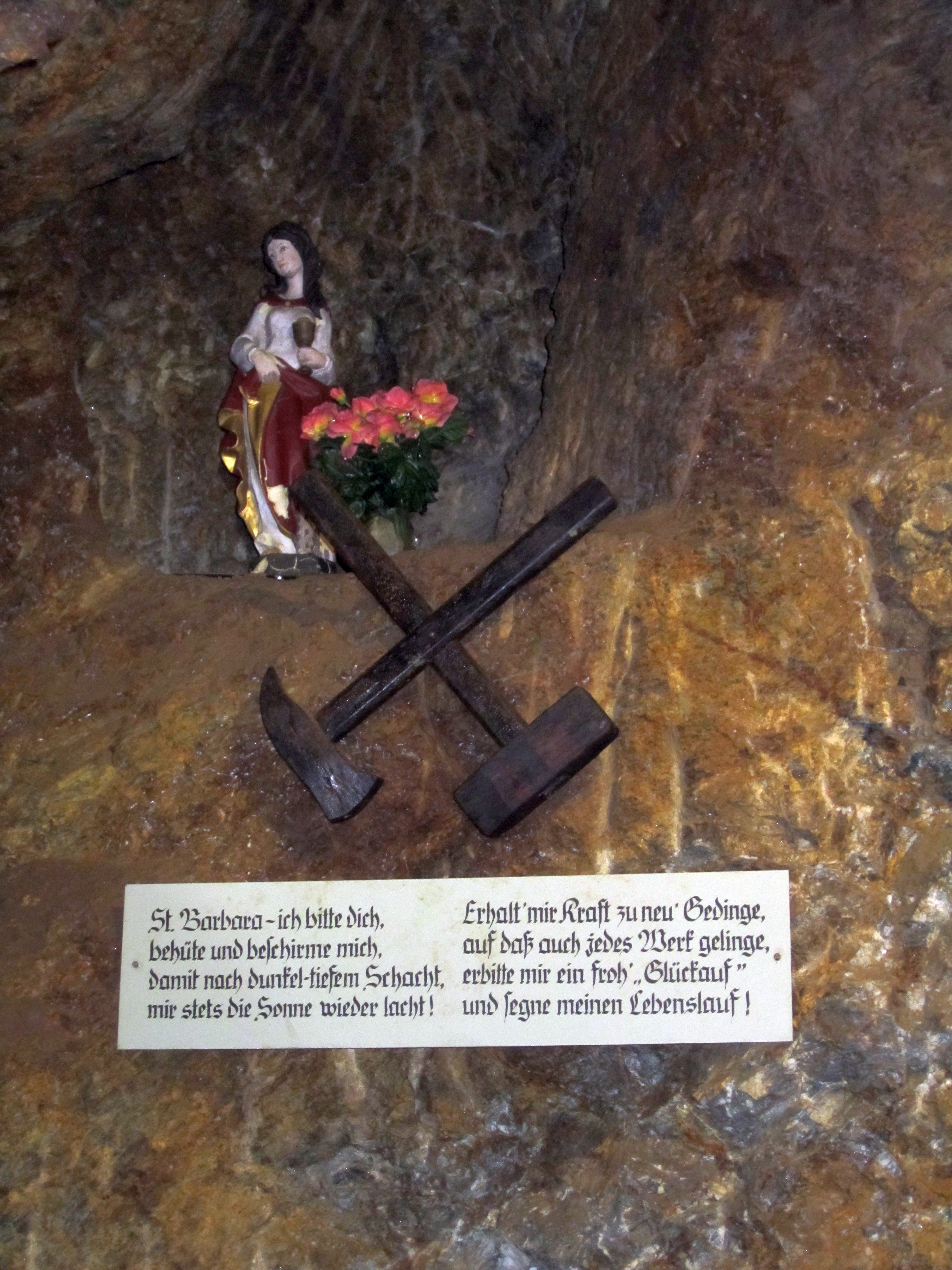
St. Barbara
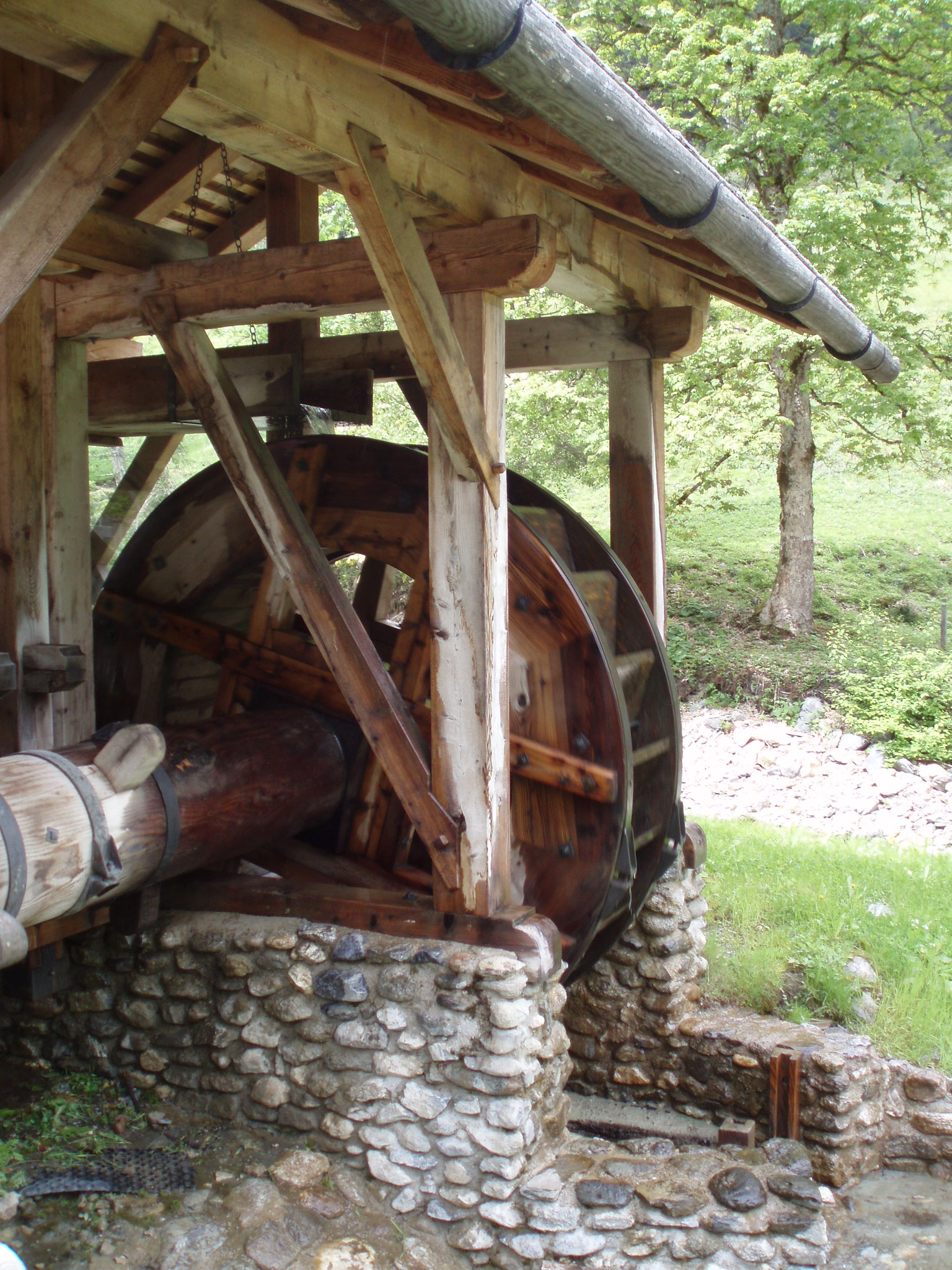
Nachempfundenes Pochwerk
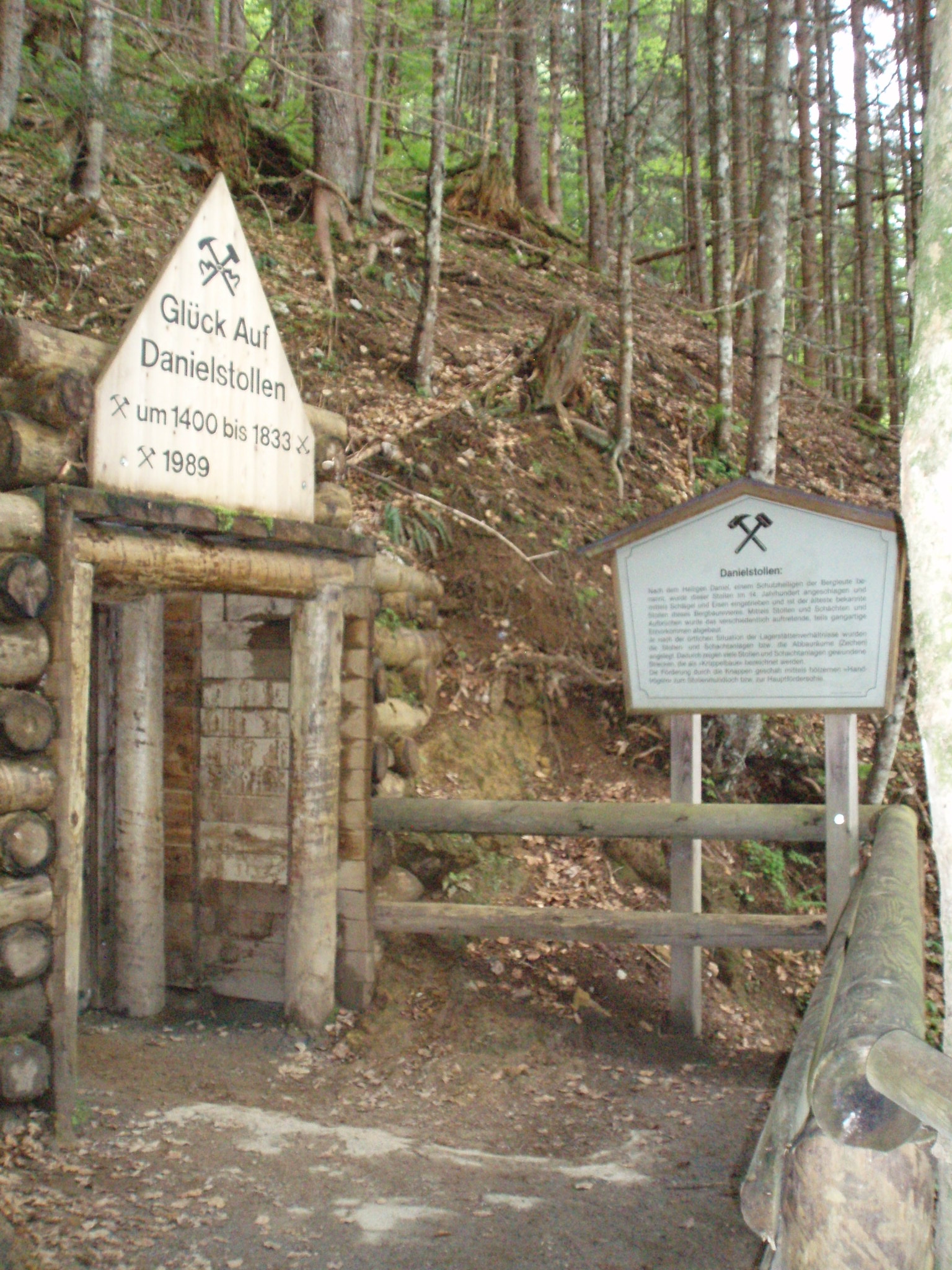
Mundloch des Danielstollens